# Jonas Tenbrock
Jonas Tenbrock (16 december 1995) is een Duits wielrenner die anno 2016 rijdt voor Stölting Service Group.

## Carrière
In de Driedaagse van Axel van 2012 droeg Tenbrock één dag de leiderstrui na vierde te zijn geworden in de individuele tijdrit op de tweede dag. Een dag later moest hij de trui echter afstaan aan Mads Würtz Schmidt, die de tijdrit won en als tweede finishte in de derde etappe. Datzelfde jaar werd hij samen met Leon Rohde, Nils Schomber en Domenic Weinstein derde op het Europees kampioenschap voor junioren op het onderdeel ploegenachtervolging.
Na het seizoen 2015 fuseerde Tenbrocks ploeg Team Stölting aanvankelijk met het Deense Cult Energy Pro Cycling, maar na het afhaken van die sponsor bleef enkel Stölting over als naamsponsor. Tenbrock was een van de renners die mee overkwamen van het voormalige continentale team.

## Ploegen
- 2014 –  Team Stölting (stagiair vanaf 1-8)
- 2015 –  Team Stölting
- 2016 –  Stölting Service Group